# Гигантик (фильм)
«Гигантик» (англ. Gigantic) — независимый американский фильм 2008 года. Премьера состоялась на Кинофестивале в Торонто в 2008 году. Фильм вышел в ограниченный прокат в США 3 апреля 2009 года.

## Сюжет
Брайан, молодой продавец матрасов, решает усыновить ребёнка из Китая. Его жизнь становится более запутанной, когда он знакомится c необычной и обеспеченной посетительницей его магазина Харриет.

## В ролях
- Пол Дано — Брайан Уэзерсби
- Зоуи Дешанель — Харриет Лолли
- Джон Гудмен — Ал Лолли
- Эдвард Аснер — мистер Уэзерсби
- Джейн Александер — мисс Уэзерсби
- Ливен Рамбин — Мисси Такстон